# Reyhaneh Jabbari
Reyhaneh Jabbari Malayeri (în persană: ریحانه جباری ملایری; n. c. 1988 - d. 25 octombrie 2014) a fost o femeie din Iran, de profesie designer de interior, devenită celebră pentru faptul că a fost condamnată la moarte și executată, fiind acuzată de uciderea lui Morteza Abdolali Sarbandi, fost angajat al serviciului de spionaj.
A fost arestată în 2007 și executată prin spânzurare în octombrie 2014.
Cazul a stârnit controverse, în special datorită faptului că mulți au considerat că ea se afla în legitimă apărare și că victima ar fi încercat să abuzeze sexual de acuzată.
De asemenea, un observator ONU a susținut că procesul și condamnarea tinerei au fost marcate de nereguli.
Amnesty International a susținut faptul că nu a fost verificată declarația inculpatei privind prezența unui martor în momentul crimei.
O pagină pe Facebook a militat pentru eliberarea ei. 